# 仁濟醫院靚次伯紀念中學
仁濟醫院靚次伯紀念中學（英語：Yan Chai Hospital Lan Chi Pat Memorial Secondary School，縮寫LCP），簡稱「靚中」，是一間位於香港將軍澳寶琳的政府津貼全日制文法中學，由仁濟醫院於1996年創辦，是仁濟醫院創辦的第四所中學，以已故南派粵劇老倌靚次伯命名，校區毗連寶翠公園。全校共有18班，學生人數約470人；現任校長為劉世蒼先生。

## 使命
本校秉承仁濟醫院「尊仁濟世」的辦學精神，致力營造優良的學習環境及關愛的校園文化，以
- 提升學生學術水平，促進自學能力
- 培養學生良好品格及積極人生觀
- 發展學生創意思維及解難應變的能力
- 培養學生服務社會，貢獻國家的精神

### 一、 品德教育
- 培養學生待人接物的禮貌、尊重他人的品格
- 培養學生的責任感 提升學生的自尊感
- 培養學生守紀自律的精神及良好的道德觀
- 培養學生的自覺性和修養

### 二、 知識追求
- 教導學生有效地運用語文
- 協助學生獲取基本知識及技能
- 培養學生求知的熱誠
- 引導學生掌握及實踐所學
- 啟發學生認識和了解世界

### 三、 明辨是非
- 鼓勵學生多作理性的分析和思考，並引導他們尋求解決問題的方法
- 幫助學生掌握校規及法制背後的精神，培養學生明辨是非的能力
- 幫助學生建立正確的價值觀

### 四、 積極的人生觀
- 幫助學生訂立人生目標
- 訓練學生善用時間
- 培養學生奮發上進，不易放棄的精神
- 教導學生自愛，讓他們接納自己，並進一步發揮自己的長處和改善自己的短處

## 學校設施
廿九間空調教室及二十四間特別室，包括多媒體學習中心、兩個電腦室、五個實驗室、圖書館、音樂室、地理室、美術室、家政室、輔導教學室、遠程教室、設計與科技室、地理室、圖書館、資訊科技教學資源製作中心、教師資源中心、學生活動中心、電腦輔助學習室、語言學習室、戲劇室等，為學生提供最優質的學習環境。

## 學校位置
由寶琳港鐵站A1出口步行至仁濟醫院靚次伯紀念中學，約需時6分鐘。

## 開設科目
| 年級                   | 中一 | 中二 | 中三 | 中四 | 中五 | 中六 |
| ---------------------- | ---- | ---- | ---- | ---- | ---- | ---- |
| 中國語文               | ✓    | ✓    | ✓    | ✓    | ✓    | ✓    |
| 英國語文               | ✓    | ✓    | ✓    | ✓    | ✓    | ✓    |
| 數學                   | ✓    | ✓    | ✓    | ✓    | ✓    | ✓    |
| 歷史                   | ✓    | ✓    | ✓    | ✓    | ✓    | ✓    |
| 地理                   | ✓    | ✓    | ✓    | ✓    | ✓    | ✓    |
| 中國歷史               | ✓    | ✓    | ✓    | ✓    | ✓    | ✓    |
| 經濟                   |      |      |      | ✓    | ✓    | ✓    |
| 物理                   |      |      | ✓    | ✓    | ✓    | ✓    |
| 化學                   |      |      | ✓    | ✓    | ✓    | ✓    |
| 生物                   |      |      | ✓    | ✓    | ✓    | ✓    |
| 綜合科學               | ✓    | ✓    |      |      |      |      |
| 電腦認知               | ✓    | ✓    | ✓    |      |      |      |
| 資訊及通訊科技         |      |      |      | ✓    | ✓    | ✓    |
| 普通話                 | ✓    | ✓    | ✓    |      |      |      |
| 視覺藝術               | ✓    | ✓    | ✓    | ✓    | ✓    | ✓    |
| 設計與科技             | ✓    | ✓    | ✓    |      |      |      |
| 家政                   | ✓    | ✓    | ✓    |      |      |      |
| 音樂                   | ✓    | ✓    | ✓    | ✓    |      |      |
| 體育                   | ✓    | ✓    | ✓    | ✓    | ✓    | ✓    |
| 旅遊與款待             |      |      |      | ✓    | ✓    | ✓    |
| 戲劇                   | ✓    | ✓    |      |      | ✓    | ✓    |
| 生活與社會             | ✓    | ✓    | ✓    |      |      |      |
| 創意科技科             | ✓    | ✓    |      |      |      |      |
| 創你程                 |      |      | ✓    |      |      |      |
| 企業、會計與財務概論   |      |      |      | ✓    | ✓    | ✓    |
| 公民與社會發展科       |      |      |      | ✓    | ✓    | ✓    |
| 組合科學 ( 生物/化學 ) |      |      |      |      |      | ✓    |
| 數學延伸單元一         |      |      |      |      | ✓    |      |
| 數學延伸單元二         |      |      |      | ✓    |      | ✓    |

## 外部連結
- 仁濟醫院靚次伯紀念中學網頁 （页面存档备份，存于）
- 中學概覽 2023/2024 - 仁濟醫院靚次伯紀念中學
- 教育傳媒：校監校長親力親為 積極發展STEM教育 （页面存档备份，存于）